# Габрієль Руа
Габрієль Руа́ (фр. Gabrielle Roy; 22 березня 1909, Сен-Боніфас — 13 липня 1983, Квебек) — квебекська франко-канадська письменниця, одна з головних фігур у франко-канадській літературі

## Раннє життя
Габрієль Руа народилася 22 березня 1909 року у місті Сен-Боніфас, провінції Манітоба. Отримала освіту в Академії Сен-Жозефа. Почала писати в ранньому віці. Руа жила на вулиці Дешамбо, будинку та районі в Сен-Боніфації , який пізніше надихнув на одну з її найвідоміших робіт. Тепер будинок є Національним історичним місцем і музеєм у Вінніпезі. 

## Кар'єра
Після навчання вчителя у Вінніпезькій нормальній школі вона викладала в сільських школах у Маршані та Кардиналі , а потім була призначена в Інститут колегіальних перевірок у Сент-Боніфації. 
Завдяки своїм заощадженням вона змогла провести деякий час у Європі, але була змушена повернутися до Канади в 1939 році з початком Другої світової війни . Вона повернулася з деякими своїми роботами, які були майже завершені, але оселилася в Квебеку , щоб заробляти на життя художником етюдів, продовжуючи писати.
Її перший роман Bonheur d'occasion (1945)  дав яскраво реалістичний портрет життя людей у Сен-Анрі, робітничому районі Монреаля. Цей роман змусив багатьох жителів Квебеку уважно поглянути на себе, і його вважають романом, який допоміг закласти основу тихої революції Квебеку 1960-х років. Оригінальна французька версія принесла їй престижну премію Prix Femina в 1947 році. Опублікована англійською як The Tin Flute (1947),  книга отримала премію генерал-губернатора 1947 року за художню літературу, а також Королівське товариство Канадська медаль Лорна Пірса .  Розповсюджена в Сполучених Штатах, де її було продано понад три чверті мільйона примірників, Літературна гільдія Америки визнала «Олов’яну флейту» художньою книгою місяця в 1947 році.  Книга отримала стільки багато уваги, що Рой повернувся до Манітоби, щоб уникнути розголосу.
Є дві французькі версії Bonheur d'occasion . Перший був опублікований у 1945 році Société des Éditions Pascal у двох томах.  Ця версія була перекладена в 1947 році Ханною Джозефсон , яка видалила кілька коротких уривків з англійської версії. У 1965 році Librairie Beauchemin опублікувала скорочену французьку версію, усунувши низку уривків. Ця друга версія була перекладена Аланом Брауном у 1980 році. Як наслідок, повної скороченої версії « Жестяної флейти» англійською мовою ніколи не було опубліковано.
У серпні 1947 року вона вийшла заміж за Марселя Карботта, лікаря Святого Боніфація, і подружжя вирушило до Європи, де Карботт вивчала гінекологію , а Рой проводив час для писання. 
«Де гніздиться водяна курочка» , другий роман Габріель Руа, — це чутлива та співчутлива історія, яка відображає невинність і життєву силу малонаселеного кордону.
Інший її роман приніс додаткове визнання критиків. «Александр Шеневерт» (1954) — похмура й емоційна історія, яку вважають одним із найвизначніших творів психологічного реалізму в історії канадської літератури .
Багато хто вважає її однією з найважливіших франкомовних письменниць в історії Канади та одним із найвпливовіших канадських авторів. У 1963 році вона була членом комісії, яка дала Монреальській всесвітній виставці, Expo 67 , свою тему: Terre des hommes або англійською Man and His World . Це була її пропозиція використати назву книги Антуана де Сент-Екзюпері 1939 року як організаційну тему. У 2016 році Маргарет Етвуд , яка читала її книжки підлітком, написала есе про свою кар’єру та зазначила, що її твори все ще актуальні як ніколи. 
Габріель Руа померла в 1983 році у віці сімдесяти чотирьох років.  Її автобіографія, La Détresse et l'enchantement , була опублікована посмертно та перекладена в 1984 році Патрісією Клакстон , видатною квебекською перекладачкою, яка вважається основним перекладачем творів Габріель Руа з французької на англійську. Її переклад автобіографії Габріель Рой, перекладеної англійською як « Чарівність і печаль», був удостоєний нагороди генерал-губернатора в 1987 році. Автобіографія охоплює роки від дитинства Габріель Рой у Манітобі до часу, коли вона оселилася в Квебеку.

## Список творів
- «Випадкове щастя» фр. Bonheur d'occasion (1945)
- «Олександр Шенве́р» фр. Alexandre Chenevert (1954)
- «Маленька водяна курка» фр. La Petite Poule d'Eau (1950)
- «Вулиця Дешамбо́» фр. Rue Deschambault (1955)
- «Секретна гора» фр. La Montagne secrète (1961)
- «Дорога з Альтамо́ну» фр. La Route d'Altamont (1966)
- «Річка без відпочинку» фр. La Rivière sans repos (1970)
- «Це співуче літо» фр. Cet été qui chantait (1972)
- «Сад на краю світу» фр. Un jardin au bout du monde (1975)
- «Діти мого життя» фр. Ces Enfants de ma vie (1977)
- «Тендітні світла землі» фр. Fragiles lumières de la terre (1978)
- «Моя корова Боссі́» фр. Ma vache Bossie (1976)
- «Короткий хвіст» фр. Courte-Queue (1979)
- «Спаніель та пекінес» фр. L'Espagnole et le Pékinoise (1987)